# (3950) Yoshida
(3950) Yoshida – planetoida z grupy pasa głównego asteroid okrążająca Słońce w ciągu 5 lat i 66 dni w średniej odległości 2,99 j.a. Została odkryta 8 lutego 1986 roku w Karasuyama przez Shigeru Inodę i Takeshi Uratę. Nazwa planetoidy pochodzi od Tougo Yoshidy (1864-1918), japańskiego historyka, który utworzył słownik historycznych nazw geograficznych Japonii. Nazwa została zasugerowana przez K. Hatayamę. Przed nadaniem nazwy planetoida nosiła oznaczenie tymczasowe (3950) 1986 CH.